# Partido de Saskatchewan
El Partido de Saskatchewan (Saskatchewan Party) es un partido político canadiense de ideología liberal-conservadora. Su actividad tiene lugar en la provincia de Saskatchewan, en el centro-oeste de Canadá. Fue fundado en 1997 a partir de miembros del Partido Conservador y el Partido Liberal, con la intención de crear un partido que canalizara el sentimiento de cambio en la provincia canadiense. Desde el 27 de enero de 2018, el Partido de Saskatchewan está liderado por Scott Moe, premier de la provincia desde febrero de 2018.
El Partido de Saskatchewan actúa exclusivamente a nivel provincial, aunque mantiene relaciones con el Partido Conservador de Canadá, apoyando sus políticas en el ámbito federal. En las elecciones provinciales del 26 de octubre de 2020, el partido obtuvo una amplia mayoría de 48 escaños en la Asamblea Legislativa de un total de 61 asientos.

## Resultados electorales

### Elecciones de Saskatchewan
| Año  | # de votos   | % de votos | # de escaños obtenidos | +/– | Gobierno         |
| ---- | ------------ | ---------- | ---------------------- | --- | ---------------- |
| 1999 | 160.603 (#2) | 39,6%      | 25/58                  |     | Oposición        |
| 2003 | 168.144 (#2) | 39,4%      | 28/58                  | 3   | Oposición        |
| 2007 | 230.671 (#1) | 50,9%      | 38/58                  | 10  | Mayoría absoluta |
| 2011 | 258.598 (#1) | 64,3%      | 49/58                  | 11  | Mayoría absoluta |
| 2016 | 270.776 (#1) | 62,6%      | 51/61                  | 2   | Mayoría absoluta |
| 2020 | 269.996 (#1) | 60,7%      | 48/61                  | 3   | Mayoría absoluta |
| 2024 | 240.932 (#1) | 52,5%      | 34/61                  | 14  | Mayoría absoluta |